# 斯泰特科利奇
斯泰特科利奇是美国宾夕法尼亚州的一个城市，行政级别为自治镇，隶属于中央县，整个城市实际都是宾州州立大学的主校园区，绰号为“幸福谷”（Happy Valley）。

## 历史
斯泰特科利奇中心所在地原来是一所乡村中学所在地，1855年成立州立学院时，为了解决各城市争抢的难题，州议会决定在长方形的州地图划两条对角线，取交点，也就是州的中心位置建立州立学院，恰巧位于这个村庄，1896年8月29日设立自治镇，就取名为“斯泰特科利奇”。斯泰特科利奇于1953年更名为宾夕法尼亚州立大学。1973年斯泰特科利奇镇确立了自治法，1976年生效。学院更名时校长想将地名也随之更改，但没有一个候选的新名称能得到公民投票的多数赞同，所以就一直保持原来的名称。

## 地理
斯泰特科利奇位于40°47′29″N 77°51′31″W / 40.79139°N 77.85861°W，海拔365米，总面积11.8平方千米，周围为农场和山林。

## 人口
| 调查年     | 人口   | 备注  | %±     |
| ---------- | ------ | ----- | ------ |
| 1900       | 851    |       | —      |
| 1910       | 1,425  |       | 67.5%  |
| 1920       | 2,405  |       | 68.8%  |
| 1930       | 4,450  |       | 85.0%  |
| 1940       | 6,226  |       | 39.9%  |
| 1950       | 17,227 |       | 176.7% |
| 1960       | 22,409 |       | 30.1%  |
| 1970       | 32,833 |       | 46.5%  |
| 1980       | 36,130 |       | 10.0%  |
| 1990       | 38,923 |       | 7.7%   |
| 2000       | 38,420 |       | −1.3%  |
| 2010       | 42,034 |       | 9.4%   |
| 2020年估计 | 40,501 | [ 3 ] | −3.6%  |
| Sources:   |        |       |        |

根据2000年的统计资料，人口共38,420人，12,024住户，3,306家庭，密度为3,267.4人/平方千米。12,488所住宅，密度为1,062.0所/平方千米。其中白种人占84.31%，黑种人3.69%，印第安人0.15%，亚裔人8.77%，太平洋岛屿人0.13%，混血人1.58%，拉丁美洲裔人3.02%，其他1.38%
12,024住户中72.5%不是家庭住户，22.4%是无子女双亲家庭，10.5%是和18岁以下子女同住的家庭，33.5%为单身，3.4%为单身母亲，5.9%为65岁以上的老人，每个住户平均2.30人，每个家庭平均2.69人。
人口年龄18岁以下占5.8%，18至24岁65.5%，25至44岁16.2%，45至64岁6.7%，65岁以上5.8%。平均年龄为22岁，男女比例为108.7:100，18岁以上的男女比例为109.1:100。
人均收入为12,155美元，46.9%的人收入低于贫困线，但由于斯泰特科利奇的人口主要是学生，所以这个统计并不能代表实际生活状况。
斯泰特科利奇是美国发展最迅速的城市之一。

## 文化
“幸福谷”是斯泰特科利奇的绰号，在媒体报道体育赛事时，都称其为幸福谷而不叫斯泰特科利奇，1980年的心理调查数据证明，斯泰特科利奇是美国心理压力最轻的城市之一，最近的美国“50个最宜居城市中”斯泰特科利奇居第19位；斯普林格宜居研究组将斯泰特科利奇列为美国最安全的小城市之首位；福布斯将斯泰特科利奇列为“最适合创业的10个小城市”之中。
“滚石杂志”8月份评价斯泰特科利奇是美国音乐氛围最好的城市。
啤酒网2003年将斯泰特科利奇的奥托啤酒列为“美国50家值得饮啤酒地方”的第39位。Pastrypoll.com.2005年将斯泰特科利奇的“耶奥德学院小吃店”列为2005年“美国小面包最好的地方”第3位。
每年7月，在斯泰特科利奇举办5天的“中宾州艺术节”，大约有12万人前来参观。

## 大学镇
- 斯泰特科利奇是大学镇。 参见宾夕法尼亚州立大学。